# 正弦曲線

sine 與 cosine 函數的曲線是相位不同的正弦曲線。

正弦曲線或正弦波（／）是一種來自數學三角函數中的正弦比例的曲線。也是模拟信号的代表，與代表數位信號的方波相對。

## 一般形式
正弦曲線的形狀就像完美的海上波浪，以三角函數正弦比例改變而形成。
標準的純正弦函數公式為
{\displaystyle y=\sin(x)}
sin(x) 為正弦函數。
而一般應用的正弦曲線公式為
{\displaystyle y=A\cdot \sin(\omega t+\theta )}
A 為波幅（縱軸）， ω 為角频率， t 為時間（橫軸），θ為初始相位(t=0时的)。
以下的公式則擁有全部的可用參數
{\displaystyle y=A\cdot \sin(kx-\omega t+\theta )+D}
k 為波數（周期密度）， D 為（直流）偏移量（y軸高低）。
因为{\displaystyle \cos {x}=\sin(x+{\frac {\pi }{2}})}，所以余弦波也是正弦波。

## 产生

展示餘弦（或正弦）波與圓的基本關係。

正弦曲線的出現和應用非常廣泛，可經常見於研究和使用於：
- 信號處理的模擬信號
- 物理的簡諧運動
- 聲學的聲音空氣振動
- 樂器音叉的振動波
- 頻率產生器的輸出
- 交流電的電壓改變

等等。
即使是其它不規則的非正弦波，其實亦能夠以不同周期和波幅的正弦波集合來表示。這類將複雜波段化成正弦波的技術稱為傅立葉分析。